# Raionul Orjîțea, Poltava
Orjîțea (în ucraineană Оржицький район, transliterat: Orjîțkîi raion) este un raion în regiunea Poltava, Ucraina. Reședința sa este așezarea de tip urban Orjîțea.

## Demografie
Componența lingvistică a raionului Orjîțea
     Ucraineană (97,45%)
     Rusă (2,06%)
     Alte limbi (0,3%)
Conform recensământului din 2001, majoritatea populației raionului Orjîțea era vorbitoare de ucraineană (97,45%), existând în minoritate și vorbitori de rusă (2,06%).